# والتر مازانتی
والتر مازانتی (انگلیسی: Walter Mazzantti؛ زادهٔ ۵ سپتامبر ۱۹۹۶) بازیکن فوتبال اهل آرژانتین است.
از باشگاه‌هایی که در آن بازی کرده‌است می‌توان به باشگاه فوتبال اتلتیکو تیگره اشاره کرد.